# Rhagonycha melanodera
Rhagonycha melanodera là một loài bọ cánh cứng trong họ Cantharidae. Loài này được Eschsch miêu tả khoa học năm 1818.